# Hülgerahu
Hülgerahu es una pequeña y deshabitada isla europea en el mar Báltico que pertenece al país de Estonia.
Hülgerahu cubre aproximadamente 0,15 hectáreas y se encuentra justo frente a la costa oriental de la isla más grande de Kõverlaid.
La isla pertenece tanto a la Reserva Paisajística Islotes de Hiiumaa, como a la zona protegida de Laidelaht, y está cerrada al público. Sus playas son un refugio importante para las aves y los mamíferos marinos como las focas.